# Bezpartyjni Pomorze Zachodnie
Bezpartyjni Pomorze Zachodnie – komitet wyborczy wyborców powołany przez prezydenta Szczecina Piotra Krzystka na wybory samorządowe w 2014. Wystartował do sejmiku województwa zachodniopomorskiego, a także w lokalnej odmianie do rady Szczecina.
W wyborach do sejmiku Bezpartyjni KWW Pomorze Zachodnie zdobył 9,86% głosów, zajmując 5. miejsce i zdobywając jeden mandat, który otrzymała lekarka i była radna sejmiku z ramienia UW Maria Ilnicka-Mądry (została ona radną niezrzeszoną). Z list komitetu startowali także m.in. utytułowany kajakarz, podróżnik i zdobywca Aleksander Doba oraz były poseł PO Cezary Urban.
W wyborach do rady Szczecina Bezpartyjni KWW Piotra Krzystka otrzymał 8 mandatów, zajmując 3. miejsce. Radnymi z list komitetu zostali m.in. Marek Kolbowicz, Maria Liktoras i Jan Stopyra. Bezpartyjni znaleźli się w koalicji rządzącej radą wraz z PiS i SLD. W wyborach na prezydenta miasta Piotr Krzystek uzyskał reelekcję (w I turze uzyskał 46,46% głosów, a w II turze 71,93%).
W marcu 2017 środowisko BPZ współtworzyło ogólnopolski Ruch Samorządowy „Bezpartyjni”, który w wyborach samorządowych w 2018 wystartował jako Bezpartyjni Samorządowcy. Na listach do sejmiku zachodniopomorskiego ponownie znaleźli się m.in. Aleksander Doba, Cezary Urban i ubiegająca się o reelekcję Maria Ilnicka-Mądry. Do rady Szczecina ruch wystawił KWW Piotra Krzystka Bezpartyjni, ponownie wystawiając Piotra Krzystka na prezydenta miasta. W wyborach do sejmiku BS uzyskali w województwie zachodniopomorskim 13,7% głosów, co było 3. wynikiem w województwie. Mandaty uzyskali Aleksander Doba, Marcin Przepióra i Artur Wezgraj. Aleksander Doba nie zdecydował się jednak wejść w skład sejmiku, w związku z czym mandat ponownie objęła Maria Ilnicka-Mądry, która głosami wszystkich radnych została wybrana na przewodniczącą sejmiku. BS powołali własny klub radnych, który poparł w głosowaniu na marszałka Olgierda Geblewicza z PO (Bezpartyjni nie weszli jednak w skład zarządu województwa). W wyborach na prezydenta Szczecina Piotr Krzystek ponownie uzyskał reelekcję (w I turze zdobył 47,25% głosów, a w II turze 78,22%). W wyborach do rady miasta komitet powtórzył rezultat z 2014, radnym został m.in. ponownie Marek Kolbowicz (w miejsce radnego powołanego na wiceprezydenta miasta, który nie objął mandatu). Bezpartyjni nie weszli oficjalnie w skład koalicji rządzącej, jednak w wyborach do prezydium rady poparli kandydatów zwycięskiej Koalicji Obywatelskiej.
Środowisko BPZ zdecydowało nie startować w wyborach parlamentarnych w 2019, pomimo deklaracji startu tego ruchu w skali kraju.
W październiku 2021 Bezpartyjni Samorządowcy utracili klub w sejmiku zachodniopomorskim, po tym jak Artur Wezgraj współtworzył klub Pro Centrum (wraz radnymi stowarzyszenia Nowoczesne Centrum, byłymi działaczami Nowoczesnej). Maria Ilnicka-Mądry i Marcin Przepióra zostali radnymi niezrzeszonymi. W 2023 zmarłą Marię Ilnicką-Mądry zastąpił w sejmiku Cezary Urban, który wraz z Marcinem Przepiórą i Olgierdem Kustoszem (byłym radnym PSL) utworzyli klub Koalicji Samorządowej współtworzonej w 2020 przez Piotra Krzystka. W 2024 z jej ramienia Marcin Przepióra uzyskał reelekcję, zostając radnym niezrzeszonym. W tym samym roku Piotr Krzystek (który został ponownie wybrany na prezydenta Szczecina) stanął na czele koalicji, która przyjęła następnie nazwę Koalicja Samorządowa „OK Polska”.